# 1. līga
A Primeira Liga da Letônia (em letão: Latvijas Pirmā līga, 1. līga) é a segunda divisão do futebol nacional da Letônia e é organizada pela Federação Letã de Futebol.

## Formato
10 clubes participam anualmente da liga. Durante a temporada, cada equipe joga entre si duas vezes, uma em casa e outra fora, totalizando 18 jogos. No final da temporada, o campeão é provido à Virslīga da próxima temporada, e o segundo colocado disputa um play-off com o penúltimo colocado da primeira divisão. Os últimos dois colocados são rebaixados para a 2. līga do ano seguinte.

## Clubes em 2021
- Albatroz/Jelgava
- Alberts
- Dinamo Riga
- Grobiņa
- Rēzekne
- Saldus/Leevon
- Smiltene/BJSS
- Super Nova
- TSS/Auda
- Tukums

## Campeões
Todos os campeões da 1. līga.
| Temporada | Campeão                 | Vice-campeão           |
| --------- | ----------------------- | ---------------------- |
| 1992      | Decemviri               | Zenta                  |
| 1993      | Gemma-RFS               | Baltnet                |
| 1994      | Kvadrāts                | Starts                 |
| 1995      | Jūrnieks                | Lokomotīve             |
| 1996      | Vecrīga                 | FK Valmiera            |
| 1997      | Ranto-AVV               | Jūrnieks               |
| 1998      | PFK                     | Jaunība                |
| 1999      | LU/Daugava              | LBB-Mido               |
| 2000      | Zibens/Zemessardze      | Skonto/Metāls          |
| 2001      | FK Auda                 | RKB Arma               |
| 2002      | RKB Arma                | Ditton                 |
| 2003      | FK Jūrmala              | FK Multibanka          |
| 2004      | FK Zibens/Zemessardze   | FK Venta               |
| 2005      | SK Dižvanagi            | FC Ditton              |
| 2006      | JFK Olimps              | Valmieras FK           |
| 2007      | FK Vindava              | SK Blāzma              |
| 2008      | FK Daugava              | FC Tranzīts            |
| 2009      | FK Jelgava              | FK Jaunība             |
| 2010      | FB Gulbene 2005         | FC Jūrmala             |
| 2011      | FS METTA/LU             | Liepājas metalurgs-2   |
| 2012      | Liepājas metalurgs-2    | Ilūkstes NSS           |
| 2013      | BFC Daugava             | FB Gulbene             |
| 2014      | FB Gulbene              | Rēzeknes BJSS          |
| 2015      | FC Caramba/Dinamo       | Valmieras FK           |
| 2016      | SK Babīte               | AFA Olaine             |
| 2017      | Valmiera Glass VIA      | FK Progress/AFA Olaine |
| 2018      | BFC Daugavpils/Progress | SK Super Nova          |
| 2019      | FK Tukums 2000/TSS      | SK Super Nova          |
| 2020      | FC Lokomotiv Daugavpils | FK Auda                |